# Искья (коммуна)
Искья (итал. Ischia) — коммуна в Италии, располагается в регионе Кампания, в провинции Неаполь.
Население составляет 18 509 человек (2008 г.), плотность населения составляет 2314 чел./км². Занимает площадь 8 км². Почтовый индекс — 80077. Телефонный код — 081.
Покровителями коммуны почитаются святой Себастьян, празднование 20 января, и San Giovan Giuseppe della Croce.

## Демография
Динамика населения:

## Администрация коммуны
- Официальный сайт: http://www.comuneischia.it